# Lebensmittelkonservierung

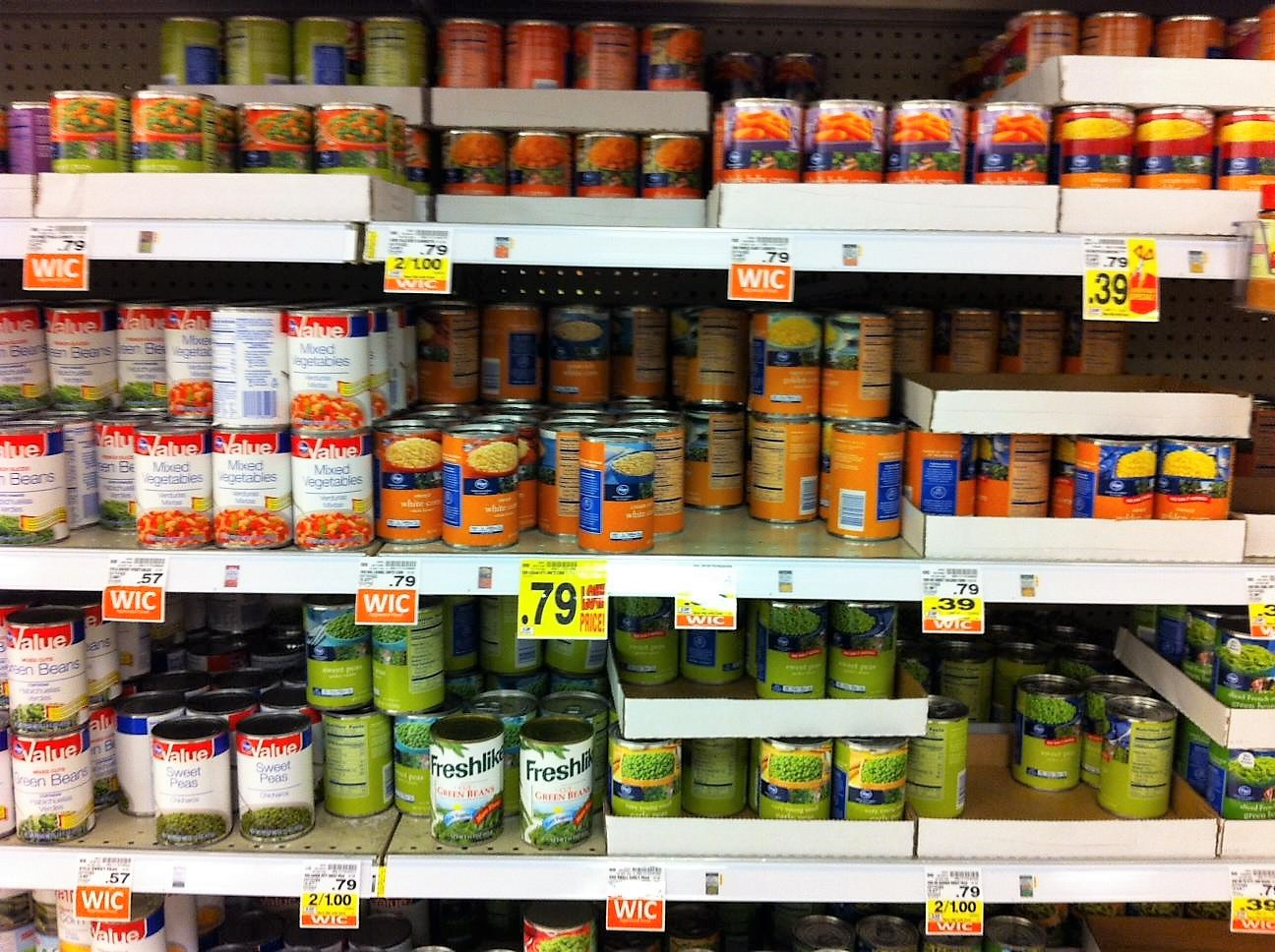
Konservendosen mit Gemüse im Supermarkt

Lebensmittelkonservierung (zu lateinisch conservare, „erhalten, bewahren“) bezeichnet den Prozess der Behandlung von Lebensmitteln, sodass sie länger haltbar werden. Die so behandelten und verpackten Produkte werden Konserve (über Conserve von mittellateinisch Conserva: fachsprachlich ‚mit Honig oder Zucker haltbar gemachtes Arzneimittel‘) genannt.
Die Konservierung umfasst Verfahren, die den Verderb beziehungsweise Verfall des Lebensmittels und seiner Inhaltsstoffe in ungenießbare oder gesundheitsschädliche Zerfallsprodukte stoppen oder verlangsamen sollen. Außerdem kann eine Konservierung darauf abzielen, Nährwert, Geschmack, Farbe und Beschaffenheit (Struktur) langfristig zu stabilisieren und zu erhalten. Die meisten Verfahren verlangen allerdings einen Kompromiss dieser Zielsetzungen. In vielen Fällen ist der Übergang von Zubereitungsart und Konservierung eines Lebensmittels fließend. Oft ist es gerade die Methode der Haltbarmachung, über die ein bestimmtes Lebensmittel als solches definiert wird.
Der Zerfall, den die Konservierung verhindern soll, tritt meist durch biochemische Prozesse wie mikrobielle oder enzymatische Aktivität (Autolyse) ein. Häufigste Anwendung ist der Erhalt von Nahrung im Rahmen der industriellen Produktion, der Vorratshaltung in Haushalt, Küche, im Rahmen der Selbstversorgung mit Lebensmitteln sowie als konservierende Technik für Lebensmittel und ähnliche Naturalien in Museen und Sammlungen. Die Entstehung einer Lebensmittelindustrie und die Produktion von Fertignahrung in großem Stil wurde erst durch moderne Konservierungsverfahren möglich.

## Geschichte
Die Haltbarmachung von Lebensmitteln durch Salz, Rauch, Zucker oder einfache Trocknung ist der Menschheit seit langem bekannt.
Der Beginn der modernen Hitzekonservierung wird zumeist mit den Arbeiten zweier Franzosen verbunden: Denis Papin unternahm um 1700 Experimente mit der Konservierung von Gelees und Kochfleisch in mit Kitt abgedichteten Kupfertöpfen; Nicolas Appert stellte 1809 technisch ausgereifte Methoden der Konservierung vor. Doch die theoretische Lösung war von vielen technischen Problemen begleitet, insbesondere beim Verlöten der Konservendosen und der Dauer der Hitzeeinwirkung auf unterschiedliche Lebensmittel.
1864/65 erfand der französische Chemiker und Mikrobiologe Louis Pasteur das Verfahren der Pasteurisierung. Dieses Verfahren stellte einen Durchbruch im Verständnis des Verderbs von Lebensmitteln und deren Haltbarmachung dar. Pasteur widerlegte mit Experimenten die bis dahin verbreitete These der spontanen Entstehung von Verderbniserregern (der internen Entstehung aus dem Lebensmittel selbst heraus). Er bewies, dass die meisten Verderbniserreger mikrobiologischen Ursprungs sind und eine Infektion mit diesen aus externen Quellen herrührt. Gleichzeitig stellte er fest, dass mikrobiologische Schadorganismen sowie Keime in der Umwelt omnipräsent sind sowohl in Umgebungen mit Luftsauerstoff als auch ohne Luftsauerstoff. Das Verfahren der Pasteurisierung (die Entkeimung durch kurzzeitiges Erhitzen auf Temperaturen knapp unter 100 °C) wurde zum Patent angemeldet und war zunächst zur Stabilisierung von Wein erdacht. Das Verfahren fand aber schnell in vielen Bereichen der Lebensmittelkonservierung und darüber hinaus Anwendung. Auch wenn Weine heutzutage oft nicht mehr pasteurisiert werden und man heute weiß, dass es sehr wohl auch „lebensmittelinterne“ Verderbniserreger beziehungsweise -ursachen gibt, müssen die Entdeckungen und Entwicklungen Pasteurs als Meilensteine im Bereich der Lebensmittelkonservierung angesehen werden.
Erste handwerkliche Betriebe entstanden im Deutschen Bund in den 1840er Jahren. Nennenswerte Produktionsmengen wurden jedoch erst in den 1860er Jahren erreicht. Vorreiterregion war Braunschweig, das bevorzugte Produkt das damalige Luxusgut Spargel.
In der Schweiz wurden Malzextrakt ab 1865 von Wander, Kondensmilch ab 1866 von Anglo-Swiss Condensed Milk Co., Mehl für Kindernahrung ab 1867 von Nestlé sowie Leguminosenmehlen und Pulversuppen ab 1884 von Julius Maggi als industriell konservierte Produkte auf dem Markt eingeführt. 1886 entstand mit der Henckell, Zeiler & Cie. eine Konservenfabrik für Früchte und Gemüse.
Der Übergang zu industriellen Formen erfolgte erst in den 1870er Jahren. 1873 wurde in Deutschland der Autoklav eingeführt, seit 1889 auch automatische Dosenverschlussmaschinen. Den eigentlichen Durchbruch konservierter Nahrung brachten jedoch die Warenhäuser, die Konserven seit 1892 einem Massenpublikum anboten.

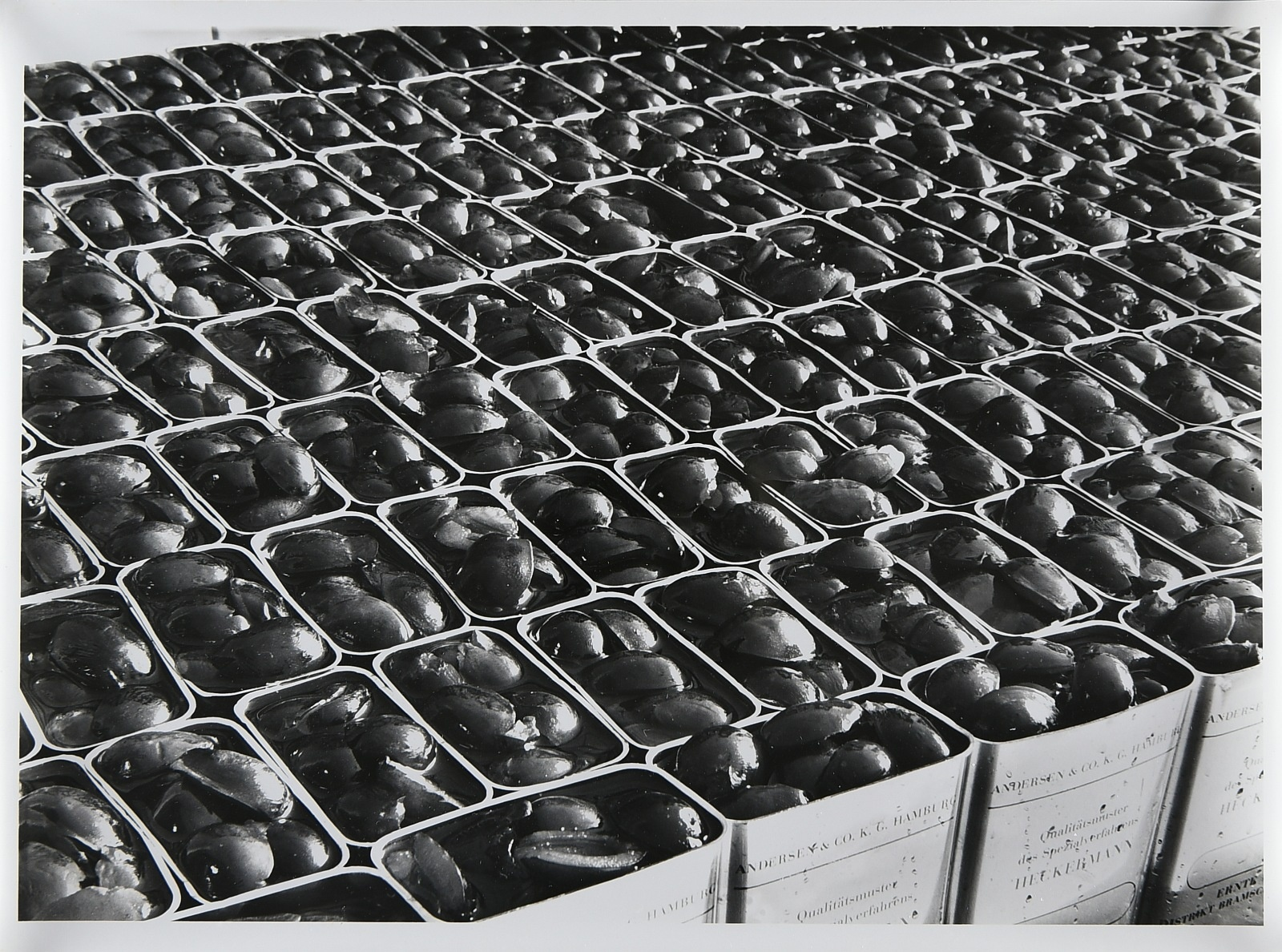
Konservendosen mit vorgegarten Zwetschgen (Konservenfabrik Vauka, Bramsche), 1940

Trotz hoher Wachstumsraten setzte sich konservierte Nahrung in Deutschland nicht so stark durch, wie etwa in Großbritannien oder den USA. Eine Ursache bildeten relativ hohe Preise, die den Konsum im Kaiserreich nur für die Mittel- und Oberschicht erschwinglich machten. Ein noch wichtigerer Grund aber war, dass Konserven als Gesundheitsrisiko wahrgenommen wurden. In den Anfangszeiten kam es zu Bleivergiftungen durch Verlöten der Konservendosen mit Blei (ersetzt wurde das Verlöten später durch Bördeln als Verschlussmethode). Nicht allein Vergiftungsfälle, sondern vor allem die Konservenindustrie, die zu Unrecht auf ihrem Expertentum und der vermeintlichen Ungiftigkeit vieler Konservierungstechniken und -mittel beharrte, führten zu einer kritischen Grundhaltung. Parallel setzte sich in den Haushalten die Konservierung von Obst, Gemüse und Fleisch durch Einkochen zunehmend durch.
Ein grundlegender Wandel erfolgte erst seit den späten 1930er Jahren durch die Durchsetzung der Kältekonservierung. Die Tiefkühlung wurde im Rahmen des nationalsozialistischen Vierjahresplanes vom Staat mit hohen Mitteln unterstützt, setzte sich dann aber erst in den frühen 1960er-Jahren allgemein durch.

## Typisierung
Bei der Konservierung von Lebens- oder Genussmitteln werden unterschieden:
- Vollkonserven mit sehr langer, mindestens zweijähriger Haltbarkeit, bei Temperaturen unter 25 °C für mindestens 4 Jahre,
- Dreiviertelkonserven, die bis zu 12 Monate haltbar sind (bei max. 15 °C),
- Halbkonserven (Präserven), die unter 5 °C mindestens 6 Monate lang haltbar sind,
- Tropenkonserven, bei Temperaturen über 40 °C mindestens ein Jahr haltbar,
- Langzeitpräparate, die nicht für den menschlichen Verzehr vorgesehen sind.

## Prinzipien
Um den biologischen Zerfall zu verhindern, gibt es grundlegende Prinzipien, die auch kombiniert auftreten:
1. Schadorganismen werden abgetötet oder in der Vermehrung gehemmt.
2. Ein Kontakt mit dem Schadorganismus wird beseitigt und erneuter Kontakt verhindert.
3. Dem Schadorganismus wird eine der für ihn notwendigen Grundlagen entzogen.
4. Einer der Inhaltsstoffe wird (etwa durch Destillation oder Raffinierung etc.) so hoch aufkonzentriert oder hoch konzentriert zugesetzt, dass er die Entwicklung von Schadorganismen verhindert.
5. Lebensmittelzusatzstoffe, wie Konservierungsmittel hemmen die Entwicklung von Schadorganismen (siehe dazu auch Liste der Lebensmittelzusatzstoffe).
6. Lebensmitteleigene Stoffe wie Enzyme. Proteine werden verändert (denaturiert), um den chemischen Verfall des Produktes zu stoppen oder zu verlangsamen.
7. Das Lebensmittel wird vor physikalischen Umwelteinflüssen geschützt oder derart aufbereitet, dass es diesen gegenüber seine ursprünglichen Eigenschaften länger bewahren kann.

#### Erhitzen

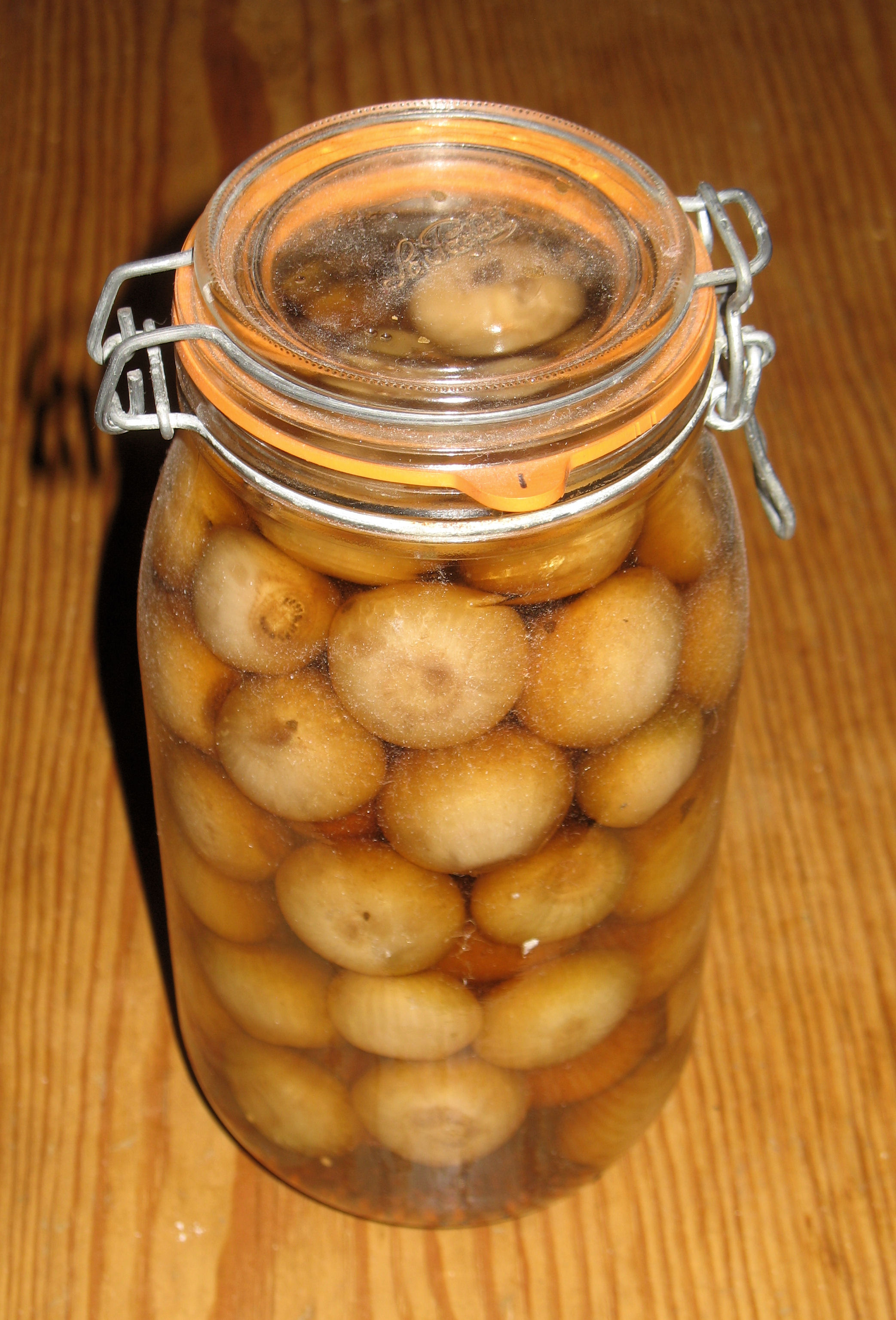
Eingelegte Zwiebeln

#### Trocknung

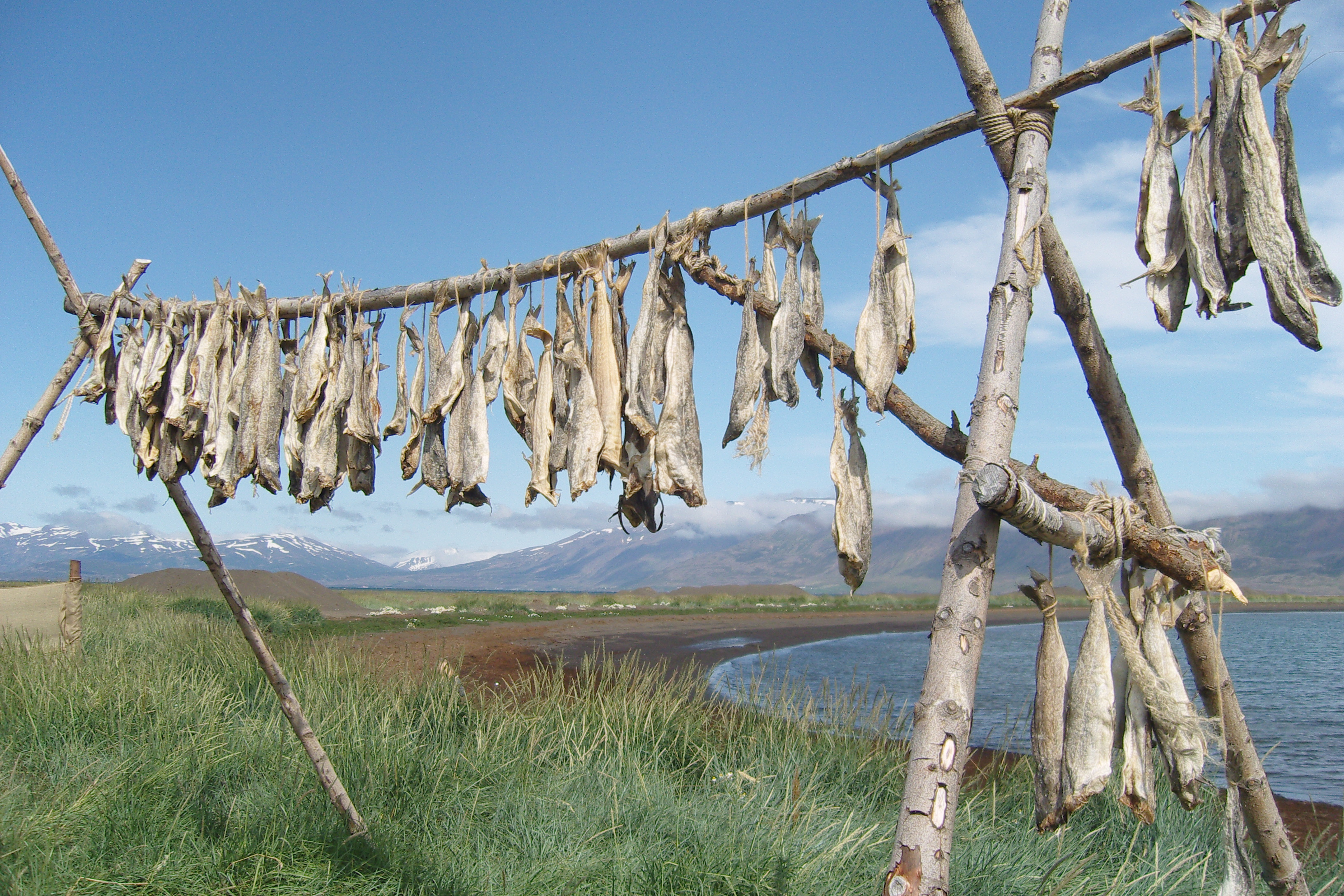
Stockfisch in Island